# Herz verschenkt
Herz verschenkt – album zespołu Czerwone Gitary wydany w 2009 roku .

## Lista utworów
1. "Schwer Verliebt Und Herz Verschenkt" – 03:24
2. "Es brennen die Berge und Wälder - version `09" – 03:44
3. "Lange Her" – 03:18
4. "Mond Auf Dem Dach" – 03:39
5. "La Paz Um Sechs Uhr Zwei" – 04:22
6. "Das Erste Mal" – 04:11
7. "Wahnsinnshacht" – 03:18
8. "Sie Tanzte Einen Sommer" – 03:33
9. "Halt Mich Nicht Langer Fest" – 03:50
10. "Niemand Soll Es Wissen – version `09" - 02:52
11. "Weisses Boot - version `09" – 03:05
12. "Kurze Bekanntschaft" – 03:09
13. "Auf dem Dach dieser Welt - version `09" – 04:41

## Twórcy
- Jerzy Skrzypczyk – wokal, perkusja
- Jerzy Kosela – gitara
- Henryk Zomerski – klawisze, bas
- Mieczysław Wądołowski – wokal, gitara akustyczna
- Marek Kisieliński – gitara, klawisze, wokal
- Arkadiusz Wiśniewski – bas, wokal